# 海部南部消防組合
海部南部消防組合（あまなんぶしょうぼうくみあい）は、愛知県弥富市および海部郡飛島村によって組織された一部事務組合（消防組合）である。管轄区域は前述の1市1村。

## 概要
- 消防本部：海部郡飛島村大宝五丁目182番地
- 管内面積：70.71km2
- 職員定数：107名
- 消防署1カ所、分署1カ所、出張所1カ所
- 主力機械（2014年4月1日現在）
  - 消防ポンプ自動車：2
  - 水槽付消防ポンプ自動車：3
  - 大型化学消防車：1
  - 大型高所放水車：1
  - 泡原液搬送車：1
  - 救助工作車：1
  - 水槽車：1
  - 指揮車：1
  - 広報車：1
  - 資機材搬送車：2
  - 高規格救急自動車：4
  - その他：11

## 沿革
- 1973年4月1日　海部郡十四山村・飛島村・弥富町の1町2村により海部南部消防組合を設立。
- 2006年4月1日　弥富町が十四山村を編入・市制施行し弥富市が発足したことに伴い、組合の構成自治体が1市1村となる。
- 2025年度を目処に名古屋市消防局に通信指令業務を委託の予定[1]。

## 組織
- 消防本部 - 総務課、予防課、消防課
- 消防署

## 消防署
| 消防署         | 住所                          | 分署                    | 出張所                          |
| -------------- | ----------------------------- | ----------------------- | ------------------------------- |
| 海部南部消防署 | 海部郡飛島村大宝五丁目182番地 | 北：弥富市鎌倉町123番地 | 南：海部郡飛島村木場二丁目3番地 |

## 消防指令センター
海部東部消防組合は、津島市、蟹江町、海部南部消防組合、愛西市とともに海部地方消防指令センターを共同運用している。2025年4月から海部地方消防指令センターの業務は名古屋市の防災指令センターに集約される予定になっている。